# Ahmed Azimov
Ahmed Sajratulaevich Azimov (en ruso: Азимов Ахмед Сахратулаевич, n. Majachkalá, Daguestán, 17 de junio de 1977) es un destacado orientalista y periodista ruso, que actualmente ocupa la presidencia de la oficina en Moscú del Movimiento Social Panruso (MSP) "Congreso Ruso de los Pueblos del Cáucaso" (CRPC), siendo además vicepresidente del Consejo Consultivo entre Nacionalidades adjunto al Gobierno de Moscú, y coordinador de la Junta Consultiva del Consejo de muftíes de Rusia.

## Biografía
En 1995 Azimov ingresó en el Departamento de estudios orientales adscrito a la Facultad de Historia de la Universidad Estatal de Daguestán, siendo transferido en 1998 a la Facultad de estudios asiáticos y africanos de la Universidad Estatal de San Petersburgo. En 1999 obtuvo el grado de bachiller en dicha universidad, alcanzando luego el grado de Magíster en estudios orientales y africanos. 
Desde el año 2001 reside en Moscú. Se encuentra casado y tiene tres hijos.

## Actividad profesional
El año 2000 Azimov fue elegido de Presidente de la organización social «Unión de la juventud daguestana» en San Petersburgo; para 2002 en tanto, fue elegido de Presidente de organización moscovita «Centro cultural y educacional “Patrimonio”».
En 2003 fue elegido de primer vicepresidente de la Unión de periodistas musulmanes de Rusia.
Desde el año 2003 hasta el presente es el consejero de presidente del Consejo de muftíes de Rusia, muftí jeque Ravil Gainutdín. 
Desde el año 2004 hasta el 2007 fue el director general de Global-Capital, S.L.
En 2005 obtuvo el diploma de readaptación profesional en “Gestión creativa e innovadora” en la Universidad Estatal de Moscú.
Desde el año 2007 es el vicepresidente de la oficina en Moscú del Movimiento Social Panruso (MSP) "Congreso Ruso de los Pueblos del Cáucaso" (CRPC).
En los años 2008-2009 fue uno de los autores y presentadores del programa de discusión “Tiempo del Cáucaso” en la radio “Servicio informativo ruso”.
En los años 2008-2010 es el presidente de comité ejecutivo del CRPC. 
Desde el año 2008 es el miembro del Consejo público adjunto al Departamento principal de asuntos interiores (DPAI) de Moscú; además, en este mismo año es nombrado vicepresidente del Consejo Consultivo entre Nacionalidades adjunto al Gobierno de Moscú, y Presidente de la oficina de Moscú del Congreso ruso de los pueblos del Cáucaso (CRPC)
Desde el año 2010 es el vicepresidente del Consejo público adjunto al DPAI de Moscú, mientras que desde el año 2011. es el coordinador de Comisión de expertos adjunta al Consejo de muftíes de Rusia.
Con regularidad participa en encuentros con el Ministro de Asuntos Exteriores de la Federación Rusa, Serguéi Lavrov, y con representantes de las principales organizaciones rusas no gubernamentales que cooperan con el MAE para diversos asuntos internacionales.
En este contexto, ha participado activamente en el desarrollo y promoción de diversas organizaciones estudiantiles y de la sociedad civil.